# 2004 у Тернополі
| Роки в Тернополі: ← · 2000 · 2001 · 2002 · 2003 · 2004 · 2005 · 2006 · 2007 · 2008 · 2009 · 2010 · 2011 · 2012 · 2013 · 2014 · 2015 · 2016 · 2017 · 2018 · 2019 · 2020 · 2021 · 2022 · 2023 · 2024 Див. також: XIX століття · XX століття |

- 464 роки із часу заснування міста Тернополя (1540).

## Річниці

### Річниці заснування, утворення
- 15 квітня — 60 років тому Тернопіль звільнено від німецьких окупантів (1944)

### Річниці від дня народження
- 1 січня — 65 років від дня народження українського актора, режисера Тадея Давидка (1939).
- 8 червня — 65 років від дня народження українського журналіста Володимира Сушкевича (1939—2011).
- 27 червня — 70 років від дня народження українського режисера, актора театру і кіно, діяча культури, педагога Павла Загребельного (1934—1997).
- 19 серпня — 55 років від дня народження українського актора театру і кіно, режисера, педагога, громадського діяча В'ячеслава Хім'яка (1949).

## Засновані
- інформаційно-рекламна газета «Агровісник»;
- місячник ВІД «Діана плюс» «Абетка»;
- видавництво «А-Прінт»;
- на базі редакції інформаційно-методичного вісника «Рада» — видавництво «Рада»;
- 25 червня — рішенням міської ради № 4/11/170 засновано відзнаку Тернопільської міської ради;
- 12 серпня сформована 11-та окрема артилерійська бригада;
- 1 вересня рішенням державної акредитаційної комісії Міністерства освіти і науки України засновано стоматологічний факультет Тернопільського державного медичного університету імені І. Я. Горбачевського.
- 1 вересня — Християнський колегіум імені Йосипа Сліпого

## Пам'ятники
- 4 червня — пам'ятник вченому, академіку Іванові Горбачевському поблизу морфологічний корпусу Тернопільського державного медичного університету на вул. Руській, 12.
- 27 серпня — пам'ятник Йосифу (Сліпому) перед Собором УГКЦ освячено Преосвященішим кардиналом Любомиром Гузаром, скульптор Роман Вільгушинський, архітектор Анатолій Водоп'ян.[1]

## Видання
- «Тернопільський енциклопедичний словник» — перший том
- «Збірник наукових праць НТШ» — перший том

## Особи

### Померли
- 3 квітня — Кость Валігура (нар. 1936) — український журналіст, публіцист;
- 30 квітня — Євдокія Будник-Кекіш (нар. 1924) — українська громадська діячка, член ОУН;